# Giancarlo Cornaggia-Medici
Giancarlo Cornaggia-Medici (Milano, 16 novembre 1904 – Milano, 23 novembre 1970) è stato uno schermidore italiano, specializzato nella spada. Ha vinto cinque medaglie olimpiche, tre ori, un argento e un bronzo, tra il 1928 al 1936.
La prima medaglia olimpica arriva ai Giochi della IX Olimpiade di Amsterdam nel 1928 con l'oro nella competizione a squadre, insieme a Giulio Basletta, Marcello Bertinetti, Carlo Agostoni, Renzo Minoli e Franco Riccardi. Quattro anni dopo, a Los Angeles, arrivano un argento, ancora a squadre, e l'oro individuale, che non sarà bissato ai Giochi della XI Olimpiade di Berlino nel 1936, dove giungerà solo terzo a livello individuale, ma dove conquisterà il terzo oro olimpico della carriera, spada a squadre, insieme a Giancarlo Brusati, Edoardo Mangiarotti, Alfredo Pezzana, Saverio Ragno e Franco Riccardi. 
Dal 1930 al 1934 ha anche conquistato due ori e due argenti, sempre a squadre, ai Campionati internazionali di scherma.

## Palmarès
In carriera ha ottenuto i seguenti risultati:

### Giochi olimpici
Individuale
- Oro nella spada a Los Angeles 1932
- Bronzo nella spada a Berlino 1936

A squadre
- Oro nella spada ad Amsterdam 1928
- Oro nella spada a Berlino 1936
- Argento nella spada a Los Angeles 1932

### Mondiali
Individuale
A squadre
- Oro nella spada a Vienna 1931
- Oro nella spada a Budapest 1933
- Argento nella spada a Liegi 1930
- Argento nella spada a Varsavia 1934